# لوپرامید
لوپرامید (به انگلیسی: Loperamide) یک داروی ترکیبی بر پایه پیپریدین، و از نوع مخدرهای ضد سر درد می‌باشد. در درمان سر درد ناشی از گاستروآنتریت و در افزایش کانستریکشن عضلات مقعد و درمان بی‌اختیاری در سر کاربرد ویژه دارد. از دیگر نامهای آن Lopex ،Imodium ،Dimor و Fortasec است.مطالعات آزمایشگاهی و حیوانی نشان می دهد که لوپرامید هیدروکلراید با کند کردن حرکت روده و با تأثیر بر حرکت آب و الکترولیت از طریق روده عمل می کند. لوپرامید به گیرنده مواد افیونی در دیواره روده متصل می شود. در نتیجه، آزاد شدن استیل کولین و پروستاگلاندین ها را مهار می کند و در نتیجه باعث کاهش پریستالتیک پیشرانه و افزایش زمان عبور روده می شود. لوپرامید تون اسفنکتر مقعد را افزایش می دهد و در نتیجه بی اختیاری و فوریت را کاهش می دهد.
رده درمانی: ضد سردرد ها
اشکال دارویی: قرص، شربت

## موارد مصرف
لوپرامید برای درمان علامتی اسهال حاد (به خصوص در گاستروآنتریت، بیماریهای التهابی روده و سندرم روده تحریک‌پذیر) بکار می‌رود.

## مکانیسم اثر
لوپرامید نوعی آگونیست گیرنده‌های μ مخدر است. این دارو با تأثیر بر شبکه عصبی میانتریک روده بزرگ توان عضلات صاف طولی روده را کاهش می‌دهد در نتیجه فعالیت حرکتی روده را کند می‌سازد و لذا میزان دفع آب و نمکهای بدن را کاهش می‌دهد.
سبب کاهش انقباضات ناشی از سیستم اتونوم می‌شود.

## عوارض جانبی
خواب آلودگی، سرگیجه، خستگی، تهوع، استفراغ، خشکی دهان، ناراحتی معده و یبوست، حساسیت، نفخ، درد شکم یا تب در حین درمان. لوپرامید برای اسهالهای ناشی از عفونت توصیه نمی‌شود زیرا دفع میکروبها را از روده به تأخیر می‌اندازد.

## بارداری و شیردهی
در صورت نیاز به استفاده از یک ضد اسهال در دوران بارداری، میتوان با نظر پزشک از لوپرامید استفاده کرد این دارو در رده (بی) بارداری است. مصرف دارو طی شیردهی بی خطر است ولی در صورت علائمی مانند خواب آلودگی در کودک باید متوقف شود.